# Hypotyphlina saegeri
Hypotyphlina saegeri är en tvåvingeart som först beskrevs av Aczel 1958.  Hypotyphlina saegeri ingår i släktet Hypotyphlina och familjen Pyrgotidae.
Artens utbredningsområde är Kongo. Inga underarter finns listade i Catalogue of Life.